# Сенин, Александр Юрьевич
Александр Юрьевич Сенин (род. 24 марта 1964 года) — советский и российский музыкант, журналист, теле- и радиоведущий, продюсер.

## Биография
Родился в 1964 году в Ленинграде в семье инженеров. В 1986-м году закончил Ленинградский электротехнический институт связи имени Бонч-Бруевича по специальности "радиосвязь, радиовещание и телевидение".
С апреля 2022 года проживает с семьёй в Белграде, Сербия.

## Карьера
В 1983 году в Ленинграде, во время обучения в институте связи, совместно со студентом ЛЭТИ Эдуардом Нестеренко и одноклассником по 30-й школе , студентом ЛИИЖТ Станиславом Тишаковым, создаёт рок-группу «Кофе». Вступив в составе группы в Ленинградский рок-клуб, пишет тексты песен и участвует в записи альбомов «Балет» (1984) и «Баланс» (1986) в студии Алексея Вишни. Несмотря на успех второго альбома группы, осенью 1986 года «Кофе» распадается в связи с «музыкальными разногласиями».
В 1987 году с двумя бывшими участниками «Кофе» Эдуардом Нестеренко и Игорем Копыловым создаёт группу «Петля Нестерова», где играет на барабанах и работает над текстами песен. Фактически, в 1989 году Сенин выступает продюсером единственного, записанного в "золотом составе" в студии Алексея Вишни альбома группы «Кто здесь?».
В 1991—1993 годах живёт и работает в Берлине, в том числе, и музыкальным корреспондентом петербургского «Радио Балтика», в связи с чем уходит в 1993 году из «Петли Нестерова». Как барабанщик «Группы Алексея Вишни» в 1995 году отыгрывает с последним серию концертов его тура «Танцы на битом стекле».
В 1996—2004 годах работает на «Радио Балтика» автором программ и ведущим, выступает ведущим и продюсером совместного с ВГТРК проекта «Музыкальный ринг: Новое поколение».
С 2004 по 2007 год — редактор и ведущий новостей на «Радио России» и «Радио Петербург», постоянный автор петербургского журнала «ТНЕ» («Ты — Настоящий Европеец»). Под именем Саша Сенин опубликовал в 2003 году  роман "Крестики-Нолики".
В 2007—2012 годах работает ведущим прямого эфира в радио и телевизионном проекте  «FM-TV» , выходящем в эфир параллельно на телеканале «100ТВ» и «Радио Балтика», где выступает ведущим и продюсером программ «Сеновал» и «Битва поэтов».
В июне 2012-го года, совместно с Всеволодом Гаккелем, осуществляет в Санкт-Петербурге запуск петербургского подразделения глобального музыкального проекта «BalconyTV. Music With A View».
С 2016-го  по 2019 г.г. — ведущий эфира и редактор программ петербургского интернет-радио «Radio Imagine».
Летом 2019 года Тишаков, Кобешавидзе и Сенин совместно с Евгением Лазаренко воссоздают группу «Кофе».

## Награды
Премия «ТЭФИ-регион 2009» «Лучшая информационно-развлекательная программа России» («FM-TV»).